# 長林道生
長林 道生（ながばやし みちお、1964年（昭和39年）10月14日 - ）は、日本の実業家。メルシャン株式会社代表取締役社長。日本ワイナリー協会理事長。

## 人物・経歴
東京都小金井市出身。父は東京外国語大学事務局職員。東京都立武蔵高等学校を経て、1988年に上智大学外国語学部フランス語学科卒業後、キリンビールに入社し、研修ののち、八王子支店に配属された。営業を担当した。2005年酒類営業本部広域統括本部広域販売推進部販売推進第2部部長。2009年営業本部九州統括本部宮崎支社長。2011年からインターフード代表取締役社長を務め、ベトナムでの事業展開を進めた。2015年キリンビールマーケティング執行役員広域販売推進統括本部長。2018年キリンビール執行役員マーケティング本部広域販売推進統括本部長。2019年からメルシャン代表取締役社長を務め、ホールディングスの新規中期経営計画に沿い経営にあたった。同年4月、日本ワイナリー協会理事長に就任。